# Torsten Nordin
Torsten Gustaf Nordin, född den 2 mars 1916 i Skellefteå, död den 24 juli 2004 i Eksjö, var en svensk militär.
Nordin blev fänrik vid Västerbottens regemente 1939, löjtnant där 1941, kapten 1947, vid Hallands regemente 1952, major vid Norra Smålands regemente 1957 och överstelöjtnant där 1961, vid Kronobergs regemente 1962. Han var chef för Infanteriets kadett- och aspirantskola 1963–1967 och befälhavare i Älvsborgs försvarsområde 1967–1975. Nordin befordrades till överste vid Kronobergs regemente 1964. Han blev riddare av Svärdsorden 1958, kommendör av samma orden 1968 och kommendör av första graden av Svärdsorden 1972. Nordin vilar på Hults kyrkogård.